# Ataques a personas LGBT en Iquitos de 2022
Los ataques a personas LGBT en Iquitos se refiere a tres atentados contra varones homosexuales y transexuales ocurridos el 11 y 13 de septiembre de 2022, con el saldo de dos muertes y un sobreviviente. La comunidad LGBT de Iquitos calificó los ataques como crímenes de odio.

## Historia

### Contexto histórico
Iquitos, al nororiente del Perú y capital del departamento de Loreto, fue calificada por la BBC como un «refugio para la comunidad LGTB» a comparación del resto del territorio peruano, en donde las minorías sexuales sufren mayor hostilidad y discriminación. También es una de las urbes en donde su población se muestra a favor de la legalización del matrimonio entre personas del mismo sexo. El Movimiento Homosexual de Lima tiene sedes o filiales formales en distritos de la ciudad (Belén y Punchana) y en otras localidades de la región (Caballococha y Requena). En 2017 se firmó el Plan Regional de Lucha Contra la Discriminación por Orientación Sexual e Identidad de Género que tenía que ya ser aplicado en todo Loreto para 2021.

### Contexto reciente
Loreto desde los años 2010 mostró un retroceso en el respeto contra las minorías sexuales, en mayo de 2021 fue asesinada la travesti y comerciante Reina en Nauta, ciudad dormitorio del área metropolitana de Iquitos, las autoridades calificaron el suceso de crimen de odio porque los homicidas no se llevaron nada de valor de la occisa.

## Ataques
El 11 de septiembre, César Augusto Dávila Tapullima fue atacado alrededor de las 05:30 a. m. dentro de su domicilio. La víctima se trasladó por su propia cuenta al Hospital Regional de Loreto para ser atendido, el médico que lo asistió registró su estado de salud como «grave». Ese mismo día Richard Panaifo Yumbato recibió un disparo en su vivienda por motorizados cuando regresaba a las 2 de la mañana de una fiesta, los vecinos se dieron cuenta del estado de Panaifo por sus gritos de dolor, luego falleció durante su traslado al Hospital Regional de Loreto.
El 13 de septiembre se encontró el cuerpo de Mafaldo Reyes Palla, en estado de descomposición en los interiores de su casa. El cadáver de Reyes tenía cortes en la espalda y pecho, la Fiscalía del Perú mencionó que el occiso se encontraba ya fallecido desde hace una semana del descubrimiento del cuerpo.

## Víctimas
Las víctimas eran varones gays dedicados a diferentes rubros: César Augusto Dávila Tapullima de 56 años, conocido como "La Estrella", era un estilista local; Richard Panaifo Yumbato de 43 años, también estilista; y Mafaldo Reyes Palla de 53 años, alias "Renzo", trabajaba en atención al público en el centro comercial Sachachorro.

## Reacciones
La prensa loretana se hizo eco de que en menos de 48 horas se había atentado contra personas LGBT en la ciudad.
La comunidad LGBT de Iquitos y Loreto, mediante un comunicado, exhortó a las autoridades regionales «realizar las acciones con la debida diligencia que garantice la identificación de las y los responsables de los crimines que enlutan nuevamente a la comunidad».